# 安杰洛·舍特卡
安杰洛·舍特卡（1985年9月14日—），克罗地亚男子水球运动员。他曾代表克罗地亚国家队参加2016年夏季奥林匹克运动会水球比赛，获得一枚银牌。